# Elizabethtown (Pennsylvania)
Elizabethtown ist eine Gemeinde (borough) im Lancaster County des US-Bundesstaates Pennsylvania. Das U.S. Census Bureau hat bei der Volkszählung 2020 eine Einwohnerzahl von 11.639 ermittelt. Sie liegt 18 Meilen (29 km) südöstlich von Harrisburg, der Hauptstadt von Pennsylvania.

## Geschichte
Es gibt zwei Geschichten über den Ursprung des Ortsnamens. In einer Version ist sie nach Elizabeth Reeby benannt, der Frau von Michael Reeby, der hier um 1795 die ersten Bauplätze verkaufte. Die offiziell akzeptierte Geschichte besagt, dass 1753 Captain Barnabas Hughes Land erwarb, eine Stadt anlegte und sie nach seiner Frau Elizabeth benannte. Die frühen Siedler waren hauptsächlich Schotten und Pennsylvania Dutch.
Elizabethtown wurde 1827 zu einer Gemeinde, und in den 1830er Jahren wurde eine Eisenbahnlinie durch das Gebiet gebaut. Die Stadt war bis in die frühen 1900er Jahre hauptsächlich landwirtschaftlich geprägt, als die Klein Chocolate Company (heute Teil von Mars, Inc.) und mehrere Schuhfabriken (von denen die letzte 1979 geschlossen wurde) eröffneten. Das Elizabethtown College wurde 1899 gegründet, und 1910 folgten die Masonic Homes (heute Masonic Village).
Nach dem Zweiten Weltkrieg wuchs Elizabethtown rasant und konnte seine Einwohnerzahl zwischen 1950 und 2000 mehr als verdoppeln. Wohngebiete und Gewerbe  dehnten sich auf das nahegelegene Ackerland aus, was die Zersiedelung, die Erhaltung von Ackerland und die Wiederbelebung der Innenstadt zu wichtigen Themen machte. Inzwischen ist die Bevölkerungsentwicklung weitestgehend stagnant.

## Demografie
Nach einer Schätzung von 2019 leben in Elizabethtown 11.496 Menschen. Die Bevölkerung teilt sich im selben Jahr auf in 91,7 % Weiße, 4,2 % Afroamerikaner, 0,1 % amerikanische Ureinwohner, 3,1 % Asiaten und 0,8 % mit zwei oder mehr Ethnizitäten. Hispanics oder Latinos aller Ethnien machten 3,0 % der Bevölkerung aus. Das mittlere Haushaltseinkommen lag bei 62.219 US-Dollar und die Armutsquote bei 6,2 %.

## Verkehr
Elizabethtown wird von einem Amtrak-Bahnhof bedient.

## Städtepartnerschaften
- Letterkenny, Irland